# William M. Fraser

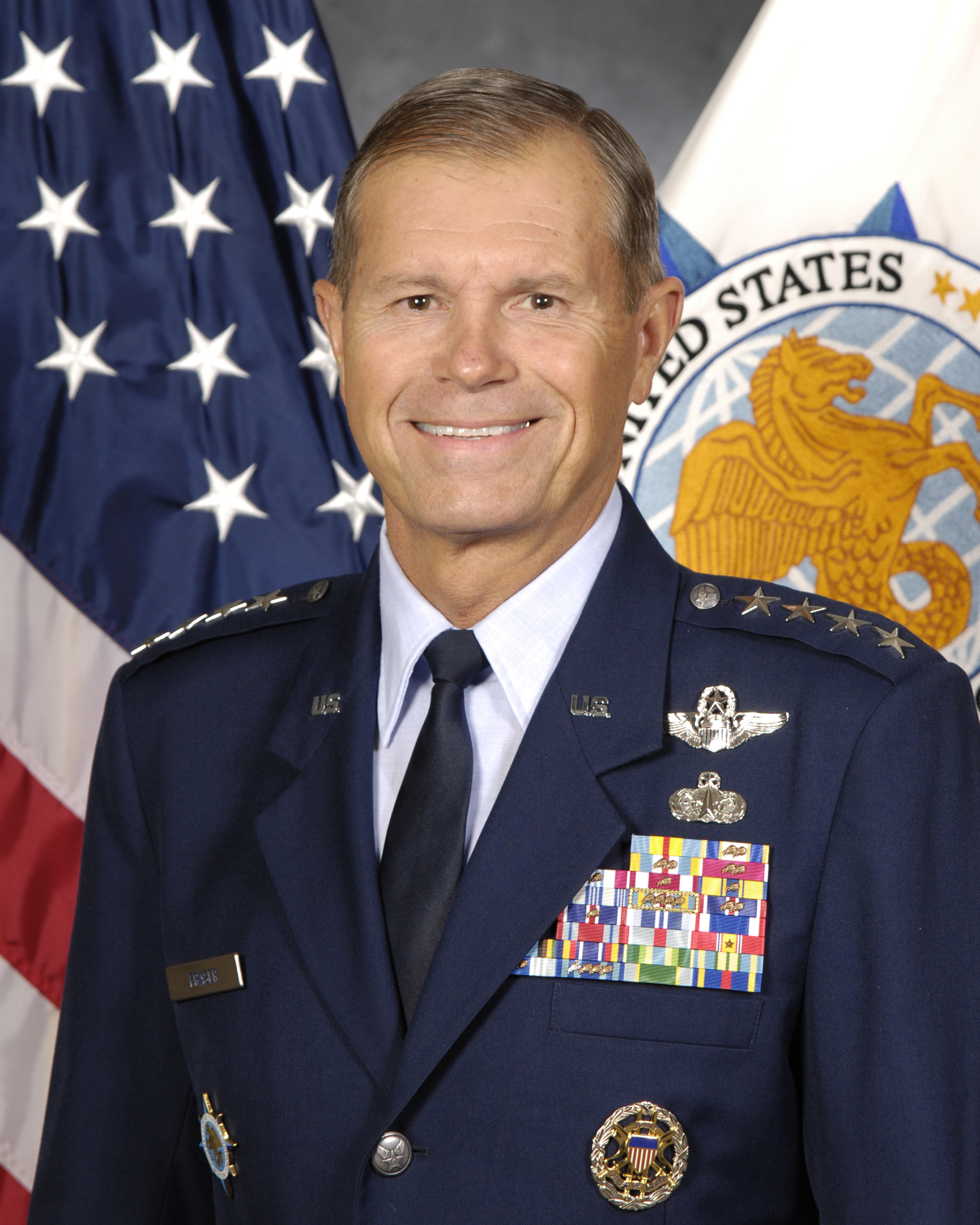
William M. Fraser

William M. Fraser III. (* 17. August 1952 in Lakeland, Florida) ist ein ehemaliger General der United States Air Force (USAF). Vom 14. Oktober 2011 bis zum 5. Mai 2014 war er Oberbefehlshaber des U.S. Transportation Command (USTRANSCOM), einem teilstreiktraftübergreifenden Funktionalkommando der Streitkräfte der Vereinigten Staaten mit Hauptsitz auf der Scott Air Force Base, Illinois.
Zuvor diente er von September 2009 bis September 2011 als Befehlshaber des Air Combat Command (ACC), einem Hauptkommando der USAF, und von Oktober 2008 bis August 2009 als stellvertretender Vorsitzender des Generalstabs der USAF.

## Ausbildung und Karriere
Fraser schloss sein Studium an der Texas A&M University, währenddessen er an einem Ausbildungsprogramm des Reserve Officer Training Corps teilnahm, 1974 mit einem Bachelor of Science in Engineering Technology ab und trat noch im selben Jahr der U.S. Air Force bei, wo er eine zweijährige Pilotenausbildung absolvierte und im Anschluss in verschiedenen Verwendungen als Ausbilder tätig war.
Als Offizier diente Fraser von Juni 1985 bis März 1986 im Range eines Majors als Chief, European Single Integrated Operational Plan Tactics, Joint Strategic Target Planning auf der Offutt Air Force Base, Nebraska, von Oktober 1987 bis Juli 1990 im Range eines Oberstleutnants als Chief, Nuclear Requirements Cell im Hauptquartier der Alliierten Streitkräfte in Europa im belgischen Mons und von Mai 1998 bis Mai 1999 im Range eines Obersts als Stabschef des U.S. Strategic Commands.
Frasers weitere Ausbildung umfasst unter anderem einen Master of Science in Management Information Systems von der University of Northern Colorado (1980), den Besuch des Marine Corps Command and Staff College (1983), des Armed Forces Staff College (1985) und des Air War College (1991). Während seiner Laufbahn kam Fraser auf rund 4.300 Flugstunden, neben weiteren auf den Mustern T-37, C-21, KC-135R, B-52 und B-2.
Während mehrerer Auslandseinsätze nahm Fraser unter anderem an der Operation Southern Watch und der Operation Enduring Freedom im Irak teil.

## Dienst im Generalsrang

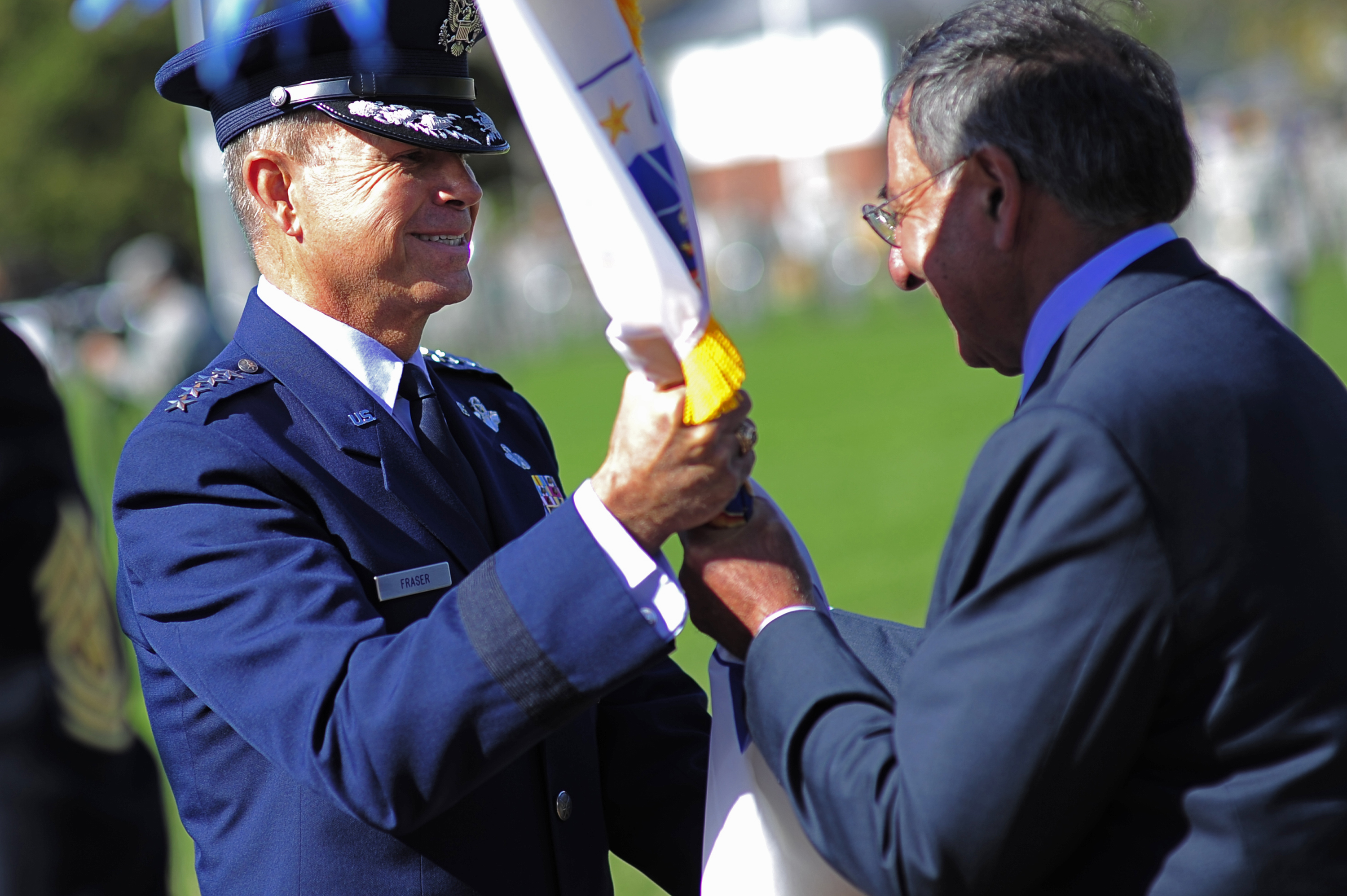
Fraser (links) mit Verteidigungsminister Leon Panetta während der Übergabe der USTRANSCOM-Kommandoflagge am 14. Oktober 2011

Zum Brigadegeneral befördert diente Fraser von Dezember 2000 bis Dezember 2002 als stellvertretender Director for National Systems Operations, Director Defense Space Reconnaissance Program und stellvertretender Director for Military Support im National Reconnaissance Office im Vereinigten Generalstab in Washington, D.C., anschließend von Januar 2003 bis Oktober 2004 als Director of Operations im Air Education and Training Command (AETC) auf der Randolph Air Force Base, Texas, von Oktober 2003 an im Range eines Generalmajors.
Im November 2004 erfolgte Frasers Versetzung auf die Langley Air Force Base, Virginia, wo er unter Beförderung zum Generalleutnant von Februar 2005 an gut 15 Monate als stellvertretender Befehlshaber des ACC diente; zwischen Mai 2006 und Oktober 2008 folgte eine Verwendung als Generaladjutant des Vorsitzenden des Vereinigten Generalstabs, wiederum in Washington, D.C.
Am 18. April 2008 nominierte US-Präsident George W. Bush Fraser für die Nachfolge von Duncan J. McNabb als stellvertretender Vorsitzender des Generalstabs der Air Force; Fraser trat diesen Posten am 8. Oktober desselben Jahres an, verbunden mit der Beförderung zum General.
Im September 2009 wechselte Fraser als Nachfolger von John D. W. Corley als Befehlshaber des ACC zurück auf die Langley Air Force Base, bevor er im Oktober 2011 schließlich das Oberkommando über das USTRANSCOM übernahm, wo er wie schon drei Jahre zuvor Duncan McNabb ablöste.
Fraser führte das USTRANSCOM bis zum 5. Mai 2014, sein Nachfolger wurde General Paul J. Selva (USAF).

## Beförderungen
| Rang               | Datum            |
| ------------------ | ---------------- |
| Second Lieutenant  | 8. November 1974 |
| First Lieutenant   | 8. November 1976 |
| Captain            | 8. November 1978 |
| Major              | 1. Oktober 1983  |
| Lieutenant Colonel | 1. Juni 1988     |
| Colonel            | 1. Januar 1992   |
| Brigadier General  | 1. Januar 2000   |
| Major General      | 1. Oktober 2003  |
| Lieutenant General | 3. Februar 2005  |
| General            | 8. Oktober 2008  |

## Auszeichnungen
Auswahl der Dekorationen, sortiert in Anlehnung an die Order of Precedence of Military Awards:
- Defense Distinguished Service Medal
- Air Force Distinguished Service Medal mit zweifachem Eichenlaub
- Defense Superior Service Medal mit zweifachem Eichenlaub
- Legion of Merit mit zweifachem Eichenlaub
- Defense Meritorious Service Medal mit Eichenlaub
- Air Force Commendation Medal mit zweifachem Eichenlaub
- Meritorious Service Medal mit zweifachem Eichenlaub